# Municipio de Nameoki
El municipio de Nameoki (en inglés: Nameoki Township) es un municipio ubicado en el condado de Madison en el estado estadounidense de Illinois. En el año 2010 tenía una población de 12685 habitantes y una densidad poblacional de 183,01 personas por km².

## Geografía
El municipio de Nameoki se encuentra ubicado en las coordenadas 38°42′31″N 90°4′41″O / 38.70861, -90.07806. Según la Oficina del Censo de los Estados Unidos, el municipio tiene una superficie total de 69.31 km², de la cual 56.86 km² corresponden a tierra firme y (17.97%) 12.46 km² es agua.

## Demografía
Según el censo de 2010, había 12685 personas residiendo en el municipio de Nameoki. La densidad de población era de 183,01 hab./km². De los 12685 habitantes, el municipio de Nameoki estaba compuesto por el 88.24% blancos, el 5% eran afroamericanos, el 0.27% eran amerindios, el 0.7% eran asiáticos, el 0.02% eran isleños del Pacífico, el 3.81% eran de otras razas y el 1.97% pertenecían a dos o más razas. Del total de la población el 7.65% eran hispanos o latinos de cualquier raza.